# パガーニ・アウトモビリ
パガーニ・アウトモビリ（Pagani Automobili ）は、イタリアに本拠地を置く自動車メーカーである。

## 概要
1992年、ランボルギーニに在籍していたアルゼンチン出身のデザイナーであるオラチオ・パガーニ（Horacio Pagani ）によって設立された。パガーニが率いる「モデナ・デザイン」社を母体とし、イタリア北部モデナの南東約10kmに位置するサン・チェザーリオ・スル・パーナロ（San Cesario sul Panaro ）に本拠地を置く。
1999年のジュネーヴ・モーターショーで、初のロードカー「ゾンダC12」を発表。卓抜したカーボン成型技術を持ち、独特の車体と圧倒的な性能、そして非常に高い価格で発売と同時に有名になった。
同車の開発には、アドバイザーとしてパガーニが崇拝するドライバーで、同じくアルゼンチン出身のファン・マヌエル・ファンジオが起用されており、ファンジオの意見が随所に取り入れられている。
非常に高価なスーパーカーを少量生産する他の企業と同様に、エンジンは自社開発のものではなく、メルセデス・ベンツ（AMG）のものを流用している。イタリアのスーパーカーがドイツのエンジンを使うことは珍しいが、これは上記のファンジオのアイディアである。
少量生産メーカーであることを生かし、記念・特別モデルや、顧客の細かな注文に応じたワンオフモデルを多数制作している。
モータースポーツに関しては、サーキット専用モデルやプライベーターへの車両提供は行っているが、メーカーとしてワークス参戦は行っていない。
車名にはパガーニの出身地であるアルゼンチンに関連した名前が使われている。

## 車種

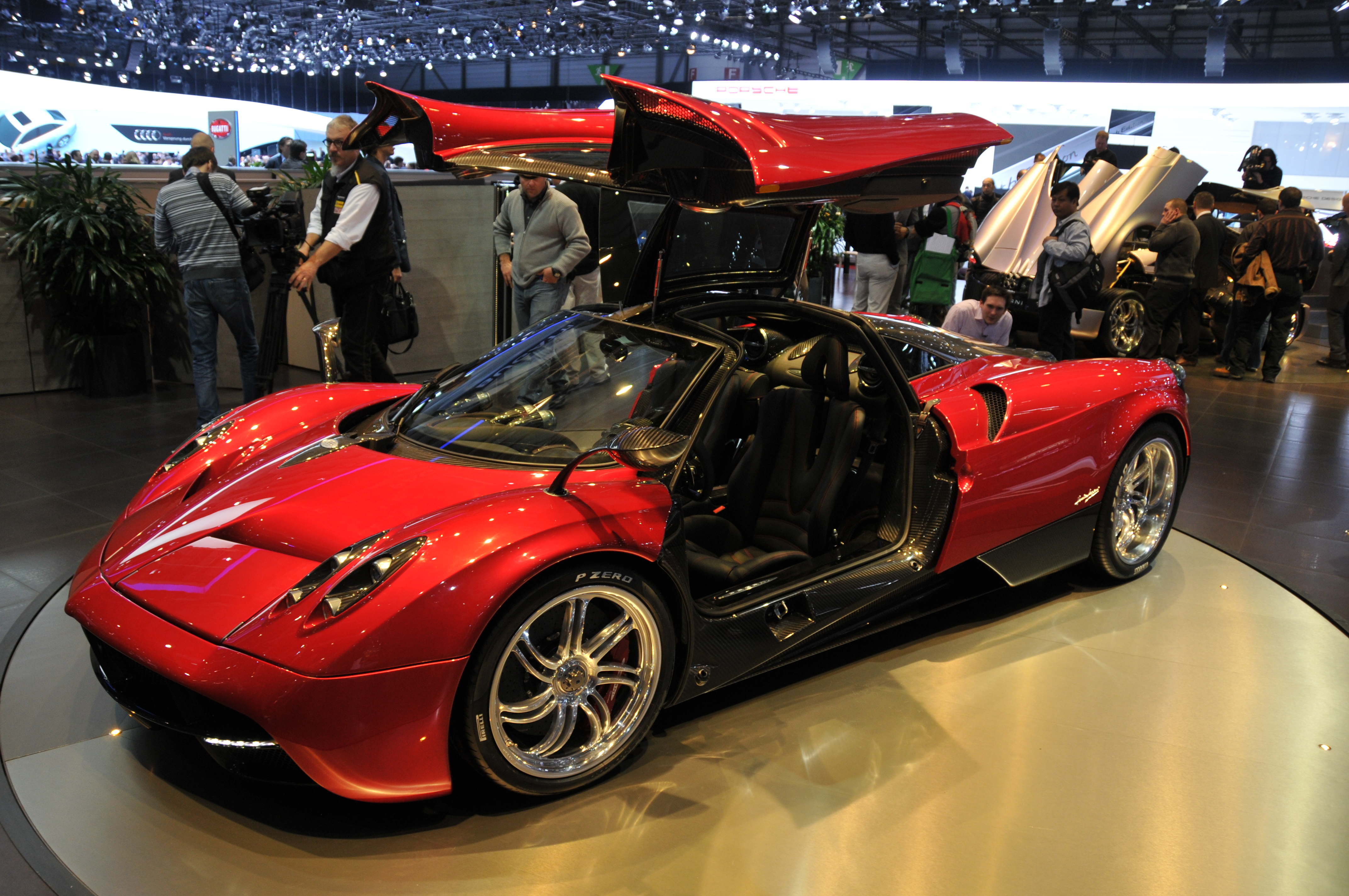
ウアイラ

- ゾンダ（1999年 - 2010年）
- ウアイラ（2011年 - 生産中）
- ウトピア（2022年 - ）

## 日本への輸入
輸入車販売店のビンゴスポーツがパガーニの正規ディーラーになっているため、保証付きで購入できる。
2019年からは都内を中心にハイエンド高級車15ブランドを取り扱うSKY GROUPがパガーニの正規ディーラーに加わり、神戸にショールームを構えている。
2021年からはSKY GROUPが国内で唯一となるパガーニ製車両の正規輸入と販売整備を実施しており、神戸のショールームに加えて東京の品川にショールーム付きの整備工場を構えている。